# Llinars de l'Aigua d'Ora
Llinars es una entidad de población española del municipio de Castellar del Riu, perteneciente a la provincia de Barcelona, en la comunidad autónoma de Cataluña.

## Toponimia
El nombre del lugar puede encontrarse referido como Llinas, Llinars de l'Aigua d'Ora y Llinars.

## Historia
A mediados del siglo XIX el lugar tenía contabilizada una población de 145 habitantes. Aparece descrito en el décimo volumen del Diccionario geográfico-estadístico-histórico de España y sus posesiones de Ultramar de Pascual Madoz de la siguiente manera:

LLINAS. l. con ayunt. en la prov., aud. terr., c. g. de Barcelona (18 leg.), part. jud. de Berga (2 1/2), dióc. de Solsona: sit. en una hondonada, rodeada de altas montañas, con clima sano. Tiene 9 casas diseminadas, y una igl. parr. (San Acisclo y Sta Victoria) de la que es aneja la titulada de Sta. Coloma, servida por un cura y un vicario; con un cementerio contiguo á cada una de ellas; hay ademas una igl. particular (San Miguel) y el santuario de la Virgen de la Mata con misa en los dias festivos. El térm. es muy corto; abunda de fuentes de buenas aguas, y le cruza el r. Aiguadora; su terreno por consiguiente, es poco, y no de buena calidad. prod.: trigo, centeno y patatas; cria ganado lanar y vacuno, y alguna caza. pobl.: 49 vec., 145 alm. cap. prod.: 544,001. imp.: 13,600.
(Madoz, 1847, p. 500)

En la actualidad pertenece al municipio de Castellar del Riu.

## Patrimonio
En el lugar hay una iglesia bajo la advocación de San Acisclo y Santa Victoria.